# Shock Treatment (film 1981)
Shock Treatment è un film del 1981 diretto da Jim Sharman, sequel del film culto The Rocky Horror Picture Show. In Italia il film è stato successivamente distribuito in home video con il titolo Shock Treatment - Trattamento da sballo!.

## Trama
In una cittadina americana il magnate dei fast food e produttore televisivo Farley Flavors si innamora follemente di Janet Majors. Per sedurla fa rinchiudere il marito, Brad Majors, in un falso manicomio, gestito dal dr. Cosmo McKinley e da sua sorella dr. Nation McKinley.
Mentre Brad è internato, a Janet viene proposto di diventare la nuova star del programma Denton, the home of happiness come spalla di Bert Schnick , un conduttore televisivo apparentemente cieco; per convincerla, il dr. Cosmo McKinley afferma che la malattia mentale di Brad è dovuta al fatto che non sente più "desideri" verso di lei, non più come prima; lei quindi decide di farsi trasformare in una rockstar senza freni né morale.
Appena Brad vedrà Janet trasformata, avrà una strana reazione, dovuta probabilmente ai farmaci, e gli verrà prescritto un elettroshock (lo "shock treatment" del titolo originale), dove, durante la dimostrazione, un "falso" successo farà tornare la vista a Bert.
Il sindaco, criminologo e anch'esso conduttore televisivo, Oliver Wright, insieme alla collega e amica di Janet, Betty Hapschatt, indaga su Farley Flavors e i dottori McKinley, scoprendo che lui è il fratello gemello di Brad, separati da quando erano piccoli, e che i dottori in realtà sono due attori teatrali.
Dopo aver liberato Brad, lo porteranno ad affrontare faccia a faccia suo fratello, e a smascherare tutta la farsa creata sui suoi programmi televisivi, purtroppo senza successo. Brad riuscirà infine a riconquistare Janet e a farla uscire da quel mondo falso pieno di droga e raggiri che è la televisione, facendo sì che i genitori di lei rimangano altamente delusi.

## Colonna sonora
| Canzone                  | Principalmente cantata da                                   | Altri cantanti                                                 |
| ------------------------ | ----------------------------------------------------------- | -------------------------------------------------------------- |
| Overture                 | -                                                           | -                                                              |
| Denton U.S.A.            | Neely, Harry, Emily, Vance, Brenda and Frankie, Ralph, Macy | Pubblico                                                       |
| Bitchin' in the Kitchen  | Brad, Janet                                                 |                                                                |
| In My Own Way            | Janet                                                       |                                                                |
| Thank God I'm a Man      | Harry                                                       | Pubblico                                                       |
| Farley's Song            | Farley                                                      | Cosmo, Nation, Ansalong, Ricky                                 |
| Lullaby                  | Nation, Cosmo, Janet, Ansalong, Ricky                       |                                                                |
| Little Black Dress       | Cosmo, Janet, Bert, Nation                                  |                                                                |
| Me of Me                 | Janet                                                       | Frankie e Brenda                                               |
| Shock Treatment          | Cosmo, Nation, Ansalong                                     | Janet, Ricky, Bert, Harry, Emily                               |
| Carte Blanche            | Janet                                                       |                                                                |
| Looking for Trade        | Janet                                                       | Brad                                                           |
| Look What I Did to My Id | Emily, Harry, Cosmo, Nation, Macy, Ralph, Ansalong, Ricky   |                                                                |
| Breaking Out             | Oscar Drill                                                 | The Bits                                                       |
| Duel Duet                | Farley, Brad                                                |                                                                |
| Anyhow, Anyhow           | Brad, Janet, Oliver, Betty                                  | Tutti i personaggi (inclusi il Coro e altri personaggi minori) |